# Eudalio Arriaga
Eudalio Eulises Arriaga Blandón (Turbo, Antioquia, Colombia, 19 de septiembre de 1975), conocido como "El Cojo" o "El Patuléco Arriaga", es un exfutbolista colombiano. El 15 de marzo de 2013, Arriaga fue detenido y presentado en Medellín, Colombia por portación ilegal de armas y enfrenta un proceso penal por disparar a un joven de 16 años causándole lesiones, delito que presuntamente habría cometido en 2011.

## Clubes
Arriaga jugó en varios clubes de Colombia, como Junior de Barranquilla, donde jugó más de 100 juegos. También ha jugado en México con Puebla, Barcelona Sporting Club de Ecuador, Danubio de Uruguay y Universidad San Martín de Perú.
| Club                      | País     | Periodo   |
| ------------------------- | -------- | --------- |
| Envigado FC               | Colombia | 1995-1997 |
| Junior de Barranquilla    | Colombia | 1999-2001 |
| Barcelona SC              | Ecuador  | 2002      |
| Junior de Barranquilla    | Colombia | 2003      |
| Puebla FC                 | México   | 2003-2005 |
| Junior de Barranquilla    | Colombia | 2006      |
| Danubio FC                | Uruguay  | 2007      |
| Atlético Bucaramanga      | Colombia | 2007      |
| Universidad de San Martín | Perú     | 2007      |
| Cúcuta Deportivo          | Colombia | 2008      |
| Alianza Petrolera         | Colombia | 2008-2009 |

## Selección Colombia
Con la Selección Colombia jugó 5 partidos de eliminatoria, 1 partido amistoso en 2004, 4 partidos en la Copa Confederaciones 2003 y 4 partidos en la Copa América 2001, en la que marcó 1 gol y en la cual quedó campeón.

### Goles internacionales
| # | Fecha     | Lugar                                         | Rival | Gol | Resultado | Competición       |
| - | --------- | --------------------------------------------- | ----- | --- | --------- | ----------------- |
| 1 | 17-7-2001 | Estadio Metropolitano, Barranquilla, Colombia | Chile | 2-0 | 2-0       | Copa América 2001 |

### Participaciones enCopas América
| Copa América      | Sede     | Resultado | PJ | GA | Asis |
| ----------------- | -------- | --------- | -- | -- | ---- |
| Copa América 2001 | Colombia | Campeón   | 4  | 1  | 0    |

### Participaciones enCopa Confederaciones
| Copa Confederaciones      | Sede    | Resultado    | PJ | GA | Asis |
| ------------------------- | ------- | ------------ | -- | -- | ---- |
| Copa Confederaciones 2003 | Francia | Cuarto lugar | 4  | 0  | 0    |

### Participaciones enEliminatorias al Mundial
| Eliminatoria                                | Sede del Mundial       | Posición               | Resultado              | PJ | GA | Asis |
| ------------------------------------------- | ---------------------- | ---------------------- | ---------------------- | -- | -- | ---- |
| Eliminatorias Mundial de Corea y Japón 2002 | Corea del Sur y Japón  | 6°lugar 27pts          | Eliminado              | 2  | 0  | 0    |
| Eliminatorias Mundial de Alemania 2006      | Alemania               | 6°lugar 24pts          | Eliminado              | 3  | 0  | 0    |
| Total en Eliminatorias                      | Total en Eliminatorias | Total en Eliminatorias | Total en Eliminatorias | 5  | 0  | 0    |

## Palmarés

### Campeonatos nacionales
| Título                       | Club       | País    | Año     |
| ---------------------------- | ---------- | ------- | ------- |
| Liga de Ascenso 2005         | Puebla FC  | México  | 2005    |
| Liga de Ascenso 2006         | Puebla FC  | México  | 2006    |
| Clausura 2007                | Danubio FC | Uruguay | 2007    |
| Primera División Profesional | Danubio FC | Uruguay | 2006-07 |

### Campeonatos internacionales
| Título            | Club               | País     | Año  |
| ----------------- | ------------------ | -------- | ---- |
| Copa América 2001 | Selección Colombia | Colombia | 2001 |